# 筱文艳
筱文艳（1922年—2013年9月19日），曾用名张士勤，女，江苏淮安人，中国淮剧表演艺术家，一级演员，第三届、第五届全国政协委员，第四届全国人大代表，中国文化部国家级非物质文化遗产项目代表性传承人。

## 生平
原姓陈，生于江苏省淮安县。乳名小喜子，1926年随父母来到上海谋生。因生父病重，生活拮据，4岁时卖与张少卿夫妇。曾免费就读于志成学校，读了两年半小学。校长为其取名张士勤。后张姓养父母相继病逝，10岁时卖与拥有民乐戏院的刘木初夫妇。刘姓夫妇认为小喜子命毒克父母，就将她送往上海青帮人物法租界巡捕房探长兼开人力车行的金九龄家做丫头。小喜子聪明伶俐，勤快有礼。三个月后，金太太有意正式收下她做丫头。刘木初夫妇一方面担心小喜子是扫帚星，会克到金太太，实在担当不起，又不想白白送走一个劳动力，便告知金太太，小喜子张姓养父临终托孤。最后还是把小喜子带回了民乐戏院。 
小喜子希望学习一门手艺自立更生，无奈无钱拜师。每天干完家务，从舞台两侧看戏入门。筱文艳没有正式拜师，相信人人都是吾师。人称“无师之徒”。11岁登台演娃娃生，随之专攻文武青衣和花旦。学过昆曲，京剧，淮剧，徽剧，河北梆子，杂技等，她不仅唱淮剧，在徽淮同台时唱过徽剧，在京淮同台时唱过京剧。能文能武，戏路宽广，博采众长，形成了自己的风格。1936年名角谢长和到民乐戏院排戏， 为她取艺名为筱文艳。
1939年创造了自由调，极大地丰富了淮剧的声腔艺术。是淮剧三大主调之一，也是其筱派艺术的主要特征。1946年2月上海市第三届戏剧节在天蟾舞台举行，参与演出芦花河，受到田汉，洪深与陈白尘等人好评。1947年10月1日，宋庆龄主持中秋游园会，假座中央银行俱乐部义演，筱文艳演出芦花河。
1950年淮剧界为德本善堂时疫医院筹募基金，假座天蟾舞台义演。筱文艳和何孔标，武旭东，马麟童等演出安寿保卖身，嘉兴八美等剧。梅兰芳，周信芳，陈白尘，熊佛西，刘厚生，董天民等担任演出顾问。1952年携千里送京娘，种大麦等剧目参加中国文化部举办的全国第一届戏曲观摩演出大会，荣获演员一等奖。与此同时演于中南海政协礼堂。毛泽东主席和周恩来总理等中央领导人观看了演出。1956年加入中国共产党。
1964年主演现代戏海港的早晨。扮演金树英，首演于黄浦剧场。4月，周恩来，许世友，陈丕显在黄浦剧场观看海港的早晨。 7月，刘少奇主席携夫人王光美，陈毅副总理在上海艺术剧场观看海港的早晨。2013年9月19日因突发性脑溢血在上海华东医院辞世。

## 作品
代表作品有《女审》，《蓝桥会》，《白蛇传》，《牙痕记》，《海港的早晨》，《爱情的审判》等。其中蓝桥会于1954年拍摄为电影，导演为谢晋。女审在1960年也被拍摄为电影。其录制的白蛇传于1989年分别被文化部和中国唱片厂评为金像奖和金唱片奖。